# Les Chasseurs de sorcières
Les Chasseurs de sorcières (The Witchfinders) est le huitième épisode de la onzième saison de la seconde série télévisée britannique Doctor Who. Il est diffusé le 25 novembre 2018 sur la chaîne de télévision britannique BBC One.

## Distribution
Sauf indication contraire, les informations mentionnées dans cette section peuvent être confirmées par la base de données cinématographiques IMDb,  présente dans la section « Liens externes ».
- Jodie Whittaker : Treizième Docteur
- Mandip Gill : Yasmin Khan
- Tosin Cole : Ryan Sinclair
- Bradley Walsh : Graham O'Brien
- Alan Cumming : le roi Jacques Ier
- Siobhan Finneran : Becka Savage
- Cerys Watkins : Sorcière

## Synopsis
Le Treizième docteur et ses compagnons arrivent en 1612 dans le Lancashire près de Pendle Hill. Dans un village voisin, ils trouvent une vieille femme accusée de sorcellerie en train d'être trempée, et le docteur essaie de la sauver, mais échoue. Elle tente d'empêcher d'autres procès en se faisant passer pour le Witchfinder General, trompant la propriétaire foncière et magistrate Becka Savage. Le roi James arrive, compliquant les choses, car il suppose qu'elle est l'assistante de Graham. Pendant ce temps, Yasmin trouve la vieille femme enterrée par sa petite-fille Willa Twiston, qui est également la cousine de Becka, et la sauve d'une vrille faite de boue. Le Docteur réalise que la cause de la chasse aux sorcières est d'origine extraterrestre lorsque les victimes récentes commencent à se réanimer. Alors que ses compagnons suivent les cadavres réanimés, le Docteur est accusé de sorcellerie lorsqu'il affronte Becka pour qu'elle cache quelque chose. Le Docteur tente de raisonner James avant d'être immergé, échappant à ses liens sous l'eau. Ensuite, elle note comment Becka n'a pas supporté de toucher l'arbre utilisé pour la tremper. À l'approche de ses victimes réanimées, Becka révèle qu'elle a été infectée par une entité extraterrestre en abattant l'arbre au sommet de la colline. Becka a commencé les essais de sorcières en pensant trouver un remède.
Une entité extraterrestre prend le contrôle du corps de Becka. Parlant à travers elle, l'entité se révèle être la reine d'une race appelée Morax. L'arbre abattu par Becka est en fait une prison extraterrestre déguisée qui retient les criminels de guerre de Morax, ses systèmes maintenant endommagés et fonctionnant mal.
Les Morax en fuite ont l'intention que leur roi possède James et conquiert la Terre. Le docteur utilise des parties de l'arbre pour sauver James et restaurer les systèmes carcéraux. Alors que les autres Morax sont forcés de quitter leurs corps hôtes, la reine refuse de quitter le corps de Becka. James les tue tous les deux. Le jour suivant, James dit au Docteur que tous les enregistrements des événements seront effacés avant que lui et Willa ne regardent avec surprise le départ du groupe dans le TARDIS.